# Cucullia perstriata
Cucullia perstriata là một loài bướm đêm trong họ Noctuidae.